# Trevor Steele
Trevor Steele (* 1940) je australský esperantista, učitel a esperantský spisovatel píšící povídky, novely a romány. Jeho dílo je silně ovlivněno jeho zkušenostmi z cest mj. po Německu a východní Evropě.
Od počátku roku 2002 do dubna 2004 pracoval Trevor Steele jako generální ředitel ústřední kanceláře Světového esperantského svazu v Rotterdamu. Protože měl ale málo administračních zkušeností, byl pod silným tlakem kritiky ostatních zaměstnanců kanceláře i členů asociace obecně. V říjnu 2003 podal "z osobních důvodů" demisi.
Trevor Steele je také členem Esperantské akademie.

## Seznam děl
- Sed nur fragmento (1987)
- Memori kaj forgesi (noveloj el la Norda Montaro) (1992)
- Apenaux papilioj en Bergen-Belsen (1994)
- Remember and forget (1995)
- Falantaj muroj kaj aliaj rakontoj (1997)
- No Butterflies in Bergen-Belsen (1998)
- Australia Felix (1999)
- Neniu ajn papilio (2000)
- La fotoalbumo: unua volumo (2001)
- Diverskolore. Prozajxoj (2005)
- La fotoalbumo: dua volumo (2005)
- Kaj staros tre alte... (2006)